# سنت-فوآ-له-لیون
شهر سنت-فوآ-لِه-لیون (به فرانسوی: Sainte-Foy-lès-Lyon) در شهرستان رون در ناحیه رون-آلپ با جمعیت ۲۲٬۲۰۸ نفر در کشور فرانسه واقع شده است